# Aqcheh Kharabeh
Aqcheh Kharabeh (persiska: آقچِه خَرابِه, اَغچِه خَرَبِه, آقچِۀ خَرابِه, آقجِۀ خَرابِه, آغچه خرابه, Āqcheh Kharābeh) är en ort i Iran. Den ligger i provinsen Hamadan, i den nordvästra delen av landet, 240 km väster om huvudstaden Teheran. Aqcheh Kharabeh ligger 2 050 meter över havet och antalet invånare är 134.
Terrängen runt Aqcheh Kharabeh är platt västerut, men österut är den kuperad. Terrängen runt Aqcheh Kharabeh sluttar västerut.Runt Aqcheh Kharabeh är det ganska glesbefolkat, med 47 invånare per kvadratkilometer. Närmaste större samhälle är Ārpā Darreh, 3,6 km sydost om Aqcheh Kharabeh. Trakten runt Aqcheh Kharabeh består i huvudsak av gräsmarker.